# Novo Selo, Plovdiv
Novo Selo (în bulgară Ново Село) este un sat în comuna Stamboliiski, regiunea Plovdiv,  Bulgaria. 

## Demografie
Componența etnică a satului Novo Selo
     Bulgari (70,19%)
     Turci (13,33%)
     Romi (10,81%)
     Nicio identificare (5,66%)
La recensământul din 2011, populația satului Novo Selo era de 2.543 locuitori. Din punct de vedere etnic, majoritatea locuitorilor (70,19%) erau bulgari, existând și minorități de turci (13,33%) și romi (10,81%). Pentru 5,66% din locuitori nu este cunoscută apartenența etnică.